# New Shepard
Die New Shepard ist ein US-amerikanisches suborbitales Raumflugsystem, das von dem Unternehmen Blue Origin entwickelt wurde und betrieben wird. Sie besteht aus einer wiederverwendbaren einstufigen Trägerrakete – auch „Booster“ genannt – und einer ebenfalls wiederverwendbaren, bemannbaren Raumkapsel. Meist wird die New Shepard für weltraumtouristische Flüge genutzt, manchmal aber auch für Experimente in der Schwerelosigkeit. Es können bis zu sechs Personen pro Flug befördert werden, bei einem Einzelticketpreis (Stand 2021) von mehreren hunderttausend US-Dollar.
Am 23. November 2015, nach Erreichen von 100,5 km Flughöhe, gelang die erste kontrollierte vertikale Landung einer New Shepard. Damit ist sie die erste Rakete, die kontrolliert landete, nachdem sie die international als Grenze zum Weltraum anerkannte Kármán-Linie überschritten hatte. Ein erster bemannter Flug fand am 20. Juli 2021 statt.
Benannt wurde die New Shepard nach Alan Shepard, dem ersten amerikanischen Astronauten. Sein erster Raumflug war ebenfalls suborbital.
Die New Shepard ist durch ihre nahezu vollständige Wiederverwendung und den Betrieb mit Wasserstoff besonders umweltfreundlich.

## Entwicklung
Begonnen wurde die Entwicklung der New Shepard im Jahr 2005. Dabei wurden zunächst Senkrechtstarts und -landungen mit dem Prototyp Charon durchgeführt. Dieser war noch mit einem Düsenantrieb ausgestattet. Im Jahr 2006 wurde dann Goddard, ein auf Blue Origins eigenen Triebwerksentwicklungen basierender Prototyp, getestet. Etwa fünf Jahre später, am 6. Mai 2011, wurde ein erster Test des New-Shepard-Antriebsmoduls (PM2) unternommen. Bei einem zweiten Test am 24. August musste auf Grund einer Fluginstabilität die Selbstzerstörung der Rakete eingeleitet werden.
Ein erster Test der New-Shepard-Raumkapsel wurde am 19. Oktober 2012 unternommen. Dabei wurde ein sogenannter „Pad Abort Test“ durchgeführt, bei dem das Abtrennen der Kapsel in einer Notfallsituation erprobt wurde. Diese landete weich an Fallschirmen, nachdem eine Flughöhe von 703 m erreicht wurde.
Im April 2015 wurde bekannt gegeben, dass das BE-3-Raketentriebwerk, welches die New Shepard antreibt, alle Tests erfolgreich bestanden habe. Außerdem wurde für das Ende des Jahres ein erster Test der gesamten Rakete angekündigt. Weitere Flüge würden im Laufe der nächsten Jahre folgen. Im selben Monat teilte die US-Luftfahrtbehörde FAA mit, dass die Genehmigung für das New Shepard-Testprogramm bereits erteilt worden sei.

## Flüge

### Liste der Flüge
= bemannter Flug
| Flug Nr.                                                     | Datum                                           | Rakete                                          | Höhe (km)                                       | Ergebnis                                        | Anmerkungen |
| Unbemannte Testflüge und Wissenschaftsmissionen              | Unbemannte Testflüge und Wissenschaftsmissionen | Unbemannte Testflüge und Wissenschaftsmissionen | Unbemannte Testflüge und Wissenschaftsmissionen | Unbemannte Testflüge und Wissenschaftsmissionen | Unbemannte Testflüge und Wissenschaftsmissionen |
| ------------------------------------------------------------ | ----------------------------------------------- | ----------------------------------------------- | ----------------------------------------------- | ----------------------------------------------- | --- |
| 1                                                            | 29. Apr. 2015                                   | NS1                                             | 093,5                                           | Teilerfolg                                      | Kapsel geborgen, Antriebsmodul beim Landeversuch zerstört |
| 2                                                            | 23. Nov. 2015                                   | NS2                                             | 100,5                                           | Erfolg                                          | [ 16 ] |
| 3                                                            | 22. Jan. 2016                                   | NS2                                             | 101,7                                           | Erfolg                                          | [ 17 ] |
| 4                                                            | 2. Apr. 2016                                    | NS2                                             | 100                                             | Erfolg                                          | [ 18 ] |
| 5                                                            | 19. Juni 2016                                   | NS2                                             | 101                                             | Erfolg                                          | erster Live-Webcast des Flugs, Simulation eines Fallschirmausfalls |
| 6                                                            | 5. Okt. 2016                                    | NS2                                             | 093,7                                           | Erfolg                                          | erfolgreicher Test des Abbruchsystems in der Kapsel |
| 7                                                            | 12. Dez. 2017                                   | NS3                                             | 099,3                                           | Erfolg                                          | Testdummy und wissenschaftliche Experimente an Bord, Erstflug der Crew Capsule 2.0 |
| 8                                                            | 29. Apr. 2018                                   | NS3                                             | 107,0                                           | Erfolg                                          | Testdummy und wissenschaftliche Experimente an Bord |
| 9                                                            | 18. Juli 2018                                   | NS3                                             | 118,8                                           | Erfolg                                          | Testdummy und wissenschaftliche Experimente an Bord, erfolgreicher Test des Startabbruchsystems in großer Höhe |
| 10                                                           | 23. Jan. 2019                                   | NS3                                             | 106,9                                           | Erfolg                                          | wissenschaftliche Experimente an Bord |
| 11                                                           | 2. Mai 2019                                     | NS3                                             | 105,6                                           | Erfolg                                          | wissenschaftliche Experimente an Bord |
| 12                                                           | 11. Dez. 2019                                   | NS3                                             | 104,5                                           | Erfolg                                          | wissenschaftliche Experimente, Kunstprojekte, Postkarten des „Club for the Future“ |
| 13                                                           | 13. Okt. 2020                                   | NS3                                             | 107,0                                           | Erfolg                                          | wissenschaftliche Experimente, Sensoren für Mondlandungen im Artemis-Programm |
| 14                                                           | 14. Jan. 2021                                   | NS4                                             | 106,9                                           | Erfolg                                          | Test der Systeme für bemannte Flüge, Testdummy und 50.000 Postkarten des „Club for the Future“ an Bord |
| 15                                                           | 14. Apr. 2021                                   | NS4                                             | 106                                             | Erfolg                                          | Test der Systeme für bemannte Flüge, Testdummy und 25.000 Postkarten des „Club for the Future“ an Bord |
| Bemannte Flüge und weitere unbemannte Wissenschaftsmissionen |                                                 |                                                 |                                                 |                                                 | |
| 16                                                           | 20. Juli 2021                                   | NS4                                             | 106                                             | Erfolg                                          | erster bemannter Flug mit den vier Passagieren Jeff Bezos (Gründer von Blue Origin), Mark Bezos, Wally Funk und Oliver Daemen |
| 17                                                           | 26. Aug. 2021                                   | NS3                                             | 106                                             | Erfolg                                          | unbemannter Test einer Mondlandetechnologie und eines NASA-Geräts zur Umwandlung von Abfällen in Gase |
| 18                                                           | 13. Okt. 2021                                   | NS4                                             | 107                                             | Erfolg                                          | bemannter Flug mit den vier Passagieren William Shatner (Darsteller von Captain Kirk), Chris Boshuizen, Glen de Vries und Audrey Powers |
| 19                                                           | 11. Dez. 2021                                   | NS4                                             |                                                 | Erfolg                                          | bemannter Flug mit den sechs Passagieren Lane Bess, Cameron Bess, Evan Dick, Laura Shepard Churchley und Michael Strahan, Dylan Taylor |
| 20                                                           | 31. März 2022                                   | NS4                                             |                                                 | Erfolg                                          | bemannter Flug mit den sechs Passagieren Marty Allen, Marc Hagle, Sharon Hagle, Jim Kitchen, Gary Lai und George Nield |
| 21                                                           | 4. Juni 2022                                    | NS4                                             |                                                 | Erfolg                                          | bemannter Flug mit den sechs Passagieren Evan Dick, Katya Echazarreta, Hamish Harding, Victor Correa Hespanha, Jaison Robinson und Victor Vescovo |
| 22                                                           | 4. Aug. 2022                                    | NS4                                             |                                                 | Erfolg                                          | bemannter Flug mit den sechs Passagieren Coby Cotton, Mário Ferreira, Vanessa O’Brien, Clint Kelly III, Sara Sabry und Steve Young |
| 23                                                           | 12. Sep. 2022                                   | NS3                                             |                                                 | Fehlschlag                                      | Unbemannter Flug mit 36 wissenschaftlichen Experimenten und Postkarten des „Club for the Future“. Flug nach etwa 65 Sekunden aufgrund eines Strukturversagens der Triebwerksdüse des Boosters abgebrochen, Kapsel erfolgreich abgetrennt und gelandet, Booster zerstört. |
| 24                                                           | 19. Dez. 2023                                   | NS4                                             |                                                 | Erfolg                                          | unbemannter Flug |
| 25                                                           | 19. Mai 2024                                    | NS4                                             |                                                 | Erfolg                                          | Bemannter Flug mit den sechs Passagieren Mason Angel, Sylvain Chiron, Ed Dwight, Ken Hess, Carol Schaller und Gopi Thorakura. Einer von drei Fallschirmen entfaltete sich nicht, aber es gelang eine sichere Landung.                                                    |
| 26                                                           | 29. Aug. 2024                                   | NS4                                             |                                                 | Erfolg                                          | bemannter Flug mit den sechs Passagieren Ephraim Rabin, Nicolina Elrick, Eugene Grin, Rob Ferl, Karsen Kitchen und Eiman Jahangir |
| 27                                                           | 23. Okt. 2024                                   | NS5                                             |                                                 | Erfolg                                          | unbemannter Flug |
| 28                                                           | 22. Nov. 2024                                   | NS4                                             |                                                 | Erfolg                                          | bemannter Flug mit den sechs Passagieren Emily Calandrelli, Sharon Hagle, Marc Hagle, Austin Litteral, James Russell und Henry Wolfond |
| 29                                                           | 4. Feb. 2025                                    |                                                 | 105                                             | Erfolg                                          | unbemannter Flug, Simulation der Schwerkraft an der Mondoberfläche für Experimente der NASA |
| 30                                                           | 25. Feb. 2025                                   |                                                 | 107                                             | Erfolg                                          | bemannter Flug mit sechs Passagieren |
| 31                                                           | 14. Apr. 2025                                   |                                                 | 107                                             | Erfolg                                          | bemannter Flug mit den sechs Passagieren Aisha Bowe, Amanda Nguyễn, Gayle King, Katy Perry, Kerianne Flynn, Lauren Sánchez |
| 32                                                           | 31. Mai 2025                                    |                                                 | 105                                             | Erfolg                                          | bemannter Flug mit sechs Passagieren Aymette Medina Jorge, Dr. Gretchen Green, Jaime Alemán, Jesse Williams, Mark Rocket und Paul Jeris |
| 33                                                           | 29. Juni 2025                                   |                                                 | 106                                             | Erfolg                                          | bemannter Flug mit sechs Passagieren Jim Sitkin, Leland Larson, Owolabi Salis, Freddie Rescigno, Allie Kuehner, Carl Kuehner |
| 34                                                           | 3. Aug. 2025                                    |                                                 | 107                                             | Erfolg                                          | bemannter Flug mit sechs Passagieren James Russell, Lionel Pitchford, Gökhan Erdem, Justin Sun, Arvinder Singh Bahal, Deborah Martorell |

### Bemannte Flüge
Der erste bemannte Start des Raketentyps New Shepard war zunächst für 2019 angekündigt und erfolgte schließlich am 20. Juli 2021. An Bord waren vier Passagiere: Firmeneigner Jeff Bezos, sein Bruder Mark, die 82-jährige Wally Funk und der 18-jährige Niederländer Oliver Daemen. Durch diesen Flug wurden mit Funk als damals älteste Person im All und Daemen als jüngste gleich zwei Rekorde gebrochen. Der Flug dauerte insgesamt rund 10 Minuten und erreichte eine Höhe von 106 km. Am Tag des Fluges jährte sich die erste bemannte Mondlandung Apollo 11 von 1969 zum 52. Mal.
Das Kapselexemplar für diesen Flug trägt den Namen „RSS First Step“; sie wurde im Januar 2021 bereits unbemannt testgeflogen. RSS steht für reusable space ship (wiederverwendbares Raumschiff), First Step für den ersten tatsächlich bemannten Flug dieses Kapseltyps.
New-Shepard-Passagiere sollen beim Ticketverkauf für die deutlich größere Orbitalrakete New Glenn bevorzugt werden.
Der Rekord des ältesten Menschen im All wurde bereits nach weniger als 3 Monaten am 13. Oktober 2021 gebrochen, als William Shatner im Alter von 90 Jahren an einem rund zehnminütigen suborbitalen Flug der New Shepard 4 teilnahm.

### Wissenschaftliche Nutzlasten
Mit dem 4. Flug begann Blue Origin, wissenschaftliche Experimente als Nutzlast der New Shepard zu transportieren. Beim 7. Start wurden erstmals Experimente im bezahlten Kundenauftrag während des Testflugs transportiert. Auch während des 8. Flugs und bei nachfolgenden Missionen wurden wieder kommerzielle wissenschaftliche Nutzlasten geflogen. Kunden waren unter anderem die NASA und das Deutsche Zentrum für Luft- und Raumfahrt (DLR). Es sollen in Zukunft auch Flüge angeboten werden, bei denen Wissenschaftler ihre Experimente persönlich während des Flugs durchführen können.

## Gebaute Raketen
Gemäß Planungsstand von 2016 sollten sechs New-Shepard-Raketen gebaut werden. Wie viele weitere Raketen gebaut werden, soll sich nach Abschließen der Tests an der Nachfrage orientieren.
In den Jahren 2021 und 2022 waren zwei Raketen in Betrieb – Rakete Nr. 3 für unbemannte Missionen und Rakete Nr. 4 für bemannte Flüge.

## Aufbau
Die New Shepard besteht aus der Rakete (von Blue Origin „Antriebsmodul“ genannt) und der an deren Spitze befindlichen Raumkapsel. Das gesamte System fliegt autonom, wird also einzig vom Bordcomputer gesteuert.

### Antriebsmodul
Angetrieben wird die New Shepard vom BE-3-Triebwerk. Dabei handelt es sich um ein Flüssigkeitsraketentriebwerk mit etwa 490 kN Schubkraft. Wie das Haupttriebwerk des Space Shuttles verwendet das BE-3 flüssigen Wasserstoff als Treibstoff und flüssigen Sauerstoff (LOX) als Oxidator. Es lässt sich – ungewöhnlich für ein LH2/LOX-Triebwerk – auf einen Schub von nur 89 kN drosseln. Dies ist eine Voraussetzung für die kontrollierte Landung.
Um die Rakete beim Wiedereintritt zu stabilisieren, besitzt die New Shepard eine Reihe von Finnen. Bevor das Triebwerk die Rakete abbremst, werden acht Luftbremsen ausgefahren, die die Geschwindigkeit halbieren. Ebenfalls ausgefahren werden kurz vor der Landung die vier Landebeine, auf denen die Rakete daraufhin sanft landet.

### Crew-Kapsel

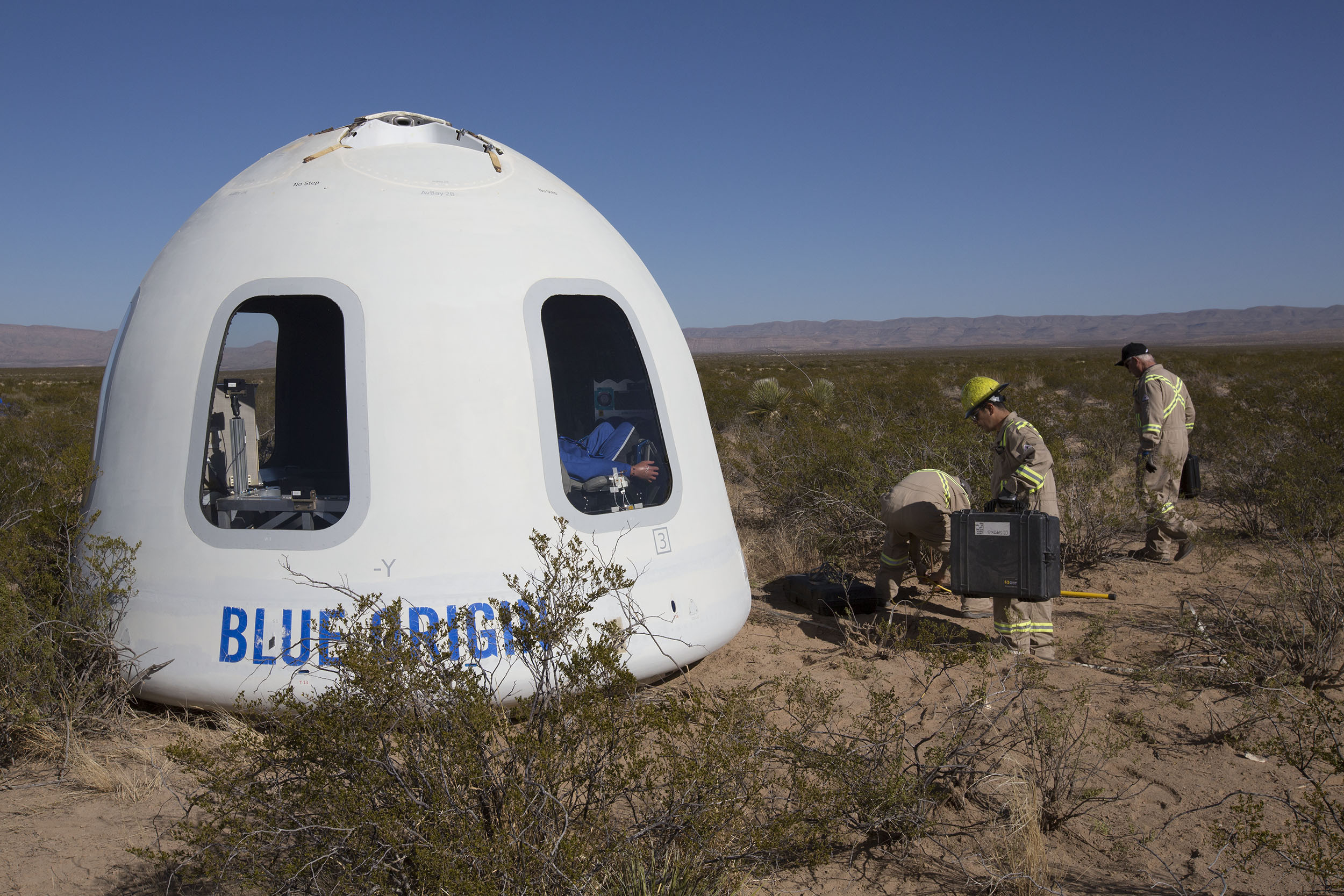
Crew Capsule nach der Landung

Die Kapsel bietet mit 15 Kubikmetern Platz für sechs Passagiere. Blue Origin wirbt damit, dass die Kapsel die „größten Fenster im Weltall“ besitze. Sollte es zu einem Notfall während des Starts kommen, würde die von Rocketdyne gebaute Feststoff-Rettungsrakete der Kapsel gezündet. Anders als üblich befindet sich diese Rakete nicht oberhalb, sondern unter beziehungsweise in der Kapsel.
Um die Wiedereintrittsgeschwindigkeit zu verringern, werden drei Fallschirme ausgeworfen. Ähnlich wie beim Sojus-Raumschiff feuern kurz vor der Landung Bremstriebwerke.

## Ablauf bemannter Missionen
In Van Horn (Texas) beginnt zwei Tage vor dem Start für Blue Origins Kunden die Schulung für den Flug. Da dieser vollautomatisch abläuft, beschränkt sich die Schulung auf grundlegendes Verhalten in der Schwerelosigkeit und Notfallsituationen. Kurz vor dem Start betritt die Crew die Kapsel. 110 Sekunden nach dem Start wird auf einer Höhe von 40 km das Triebwerk abgeschaltet und die Kapsel vom Antriebsmodul getrennt. Wegen ihres sehr hohen Impulses erreicht die Kapsel erst in einer Höhe von etwa 100 km ihren Scheitelpunkt. Nach einem kurzen Schwebeflug auf Höhe der Kármán-Linie bewegt sich die Kapsel wieder zurück Richtung Erde. Nachdem das Antriebsmodul bereits auf einem Landeplatz in der Nähe der Startrampe gelandet ist, setzt auch die Kapsel mitsamt Insassen von Fallschirmen gebremst etwas abseits in der Wüste auf. Der Flug dauert insgesamt 11 Minuten, einige Minuten können in Schwerelosigkeit verbracht werden. Es werden Geschwindigkeiten bis zur dreifachen Schallgeschwindigkeit erreicht.

## Kritik
Der Flug NS-31 im April 2025, der durch Teilnahme der Sängerin Katy Perry besondere Beachtung erhielt, wurde vorab als Weltraumtourismus kritisiert. Das Model Emily Ratajkowski postete auf X: „Ich bin angewidert. Schaut euch den Zustand der Erde an – und wie viele Ressourcen verschwendet wurden, um diese Frauen ins All zu befördern. Wofür?“ Die Schauspielerin Olivia Wilde postete auf Instagram: „Eine Milliarde Dollar für ein paar Memes.“